# Force Publique
Форс Пюбли́к (фр. Force Publique, (FP); дословно — общественные силы; нидерл. Openbare Weermacht) — жандармерия и военизированное формирование, созданное в 1885 году в Свободном государстве Конго (современная Демократическая Республика Конго), бельгийскими колонизаторами, и существовавшее также в период прямого бельгийского колониального господства над территорией (с 1908 по 1960 годы). Сразу же после обретения страной независимости Force Publique были переименованы в Конголезскую национальную армию (Armée nationale congolaise).

## Создание
Инициатором создания Force Publique был король Бельгии Леопольд II, который установил личную унию со Свободном государством Конго. В начале 1886 года для создания Force Publique в Конго был направлен карабинер Леон Рогер. 17 августа этого же года он был назначен командующим войсками. Также в Конго было направлено большое число офицеров и унтер-офицеров Бельгийской армии, которые стали основой офицерского состава Force Publique. В состав войск входили, в основном, солдаты срочной службы и наёмники, движимые желанием разбогатеть и рискнуть.

## В составе армии Свободного государства Конго
Преимущественно, в Force Publique служили африканцы, которые впоследствии стали бельгийским эквивалентом британских или германских колониальных войск (аскари). Бо́льшая часть Force Publique рекрутировалась из племён Восточной провинции, лишь часть армии составляли занзибарцы и племена Западной Африки. Войска выполняли задачи защиты и обеспечения мира в Свободном государстве Конго. В отношении мирных граждан Force Publique использовали принудительный труд. Часто войска брали в плен население, с которым жестоко обращались. Также Force Publique часто сжигали деревни непокорных конголезцев. В течение всего существования армия испытывала организационные проблемы. В первые годы в Force Publique несколько раз вспыхивали восстания, которые жестоко подавлялись. К 1890 году вся восточная часть Свободного государства Конго находилась в руках арабских торговцев и работорговцев, вернуть которую бельгийцам удалось лишь к 1895 году. Практически все части Force Publique дислоцировались в отдалённых областях Конго. Force Publique чаще использовались в экономических целях, нежели в военных.
В 1892-94 годах войска принимали участие в бельгийско-арабской войне.

## В составе Бельгийской армии

### Структура и роль

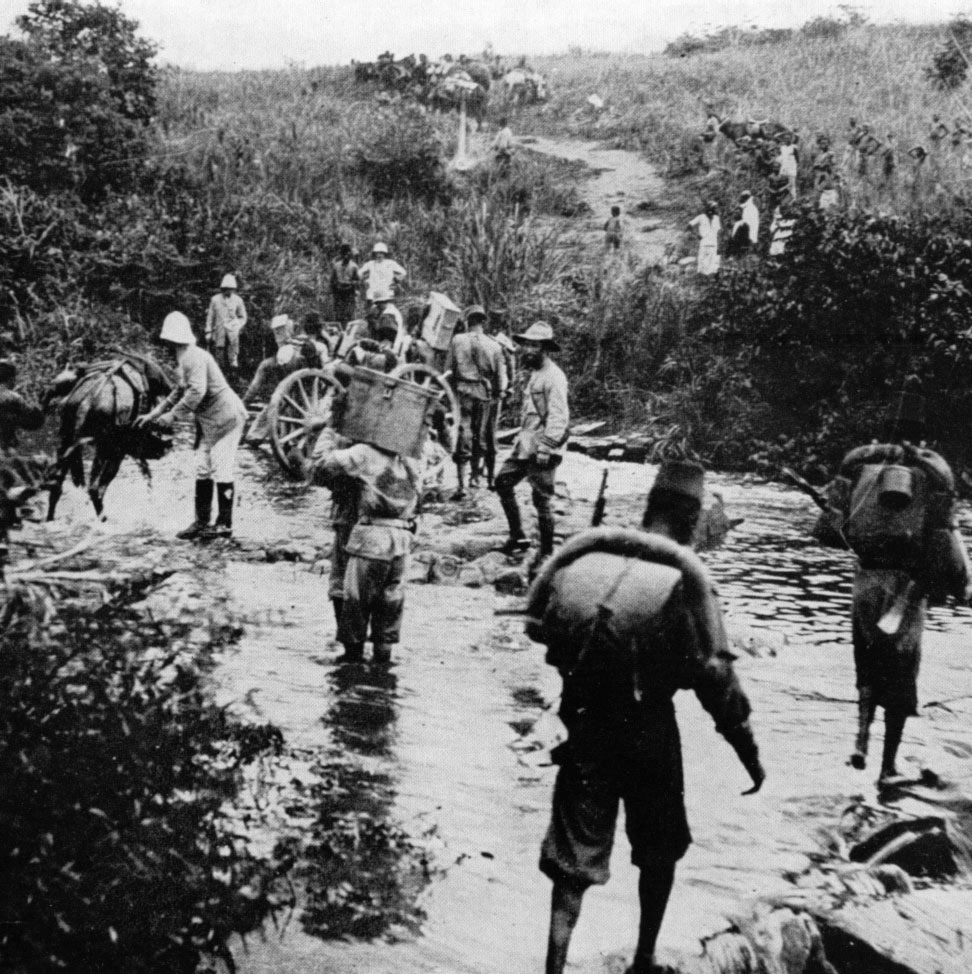
Солдаты Force Publique в Германской Восточной Африке, Первая мировая война.

После захвата Бельгией Свободного государства Конго, Force Publique были организованы в 21 отдельную роту, общая численность которых вместе с артиллерией и инженерными войсками составила 12 100 человек.
В Бельгийском Конго существовало 6 учебных лагерей, в которых обучались более 2 400 человек. В конечном итоге, численность каждого подразделения выросла в среднем на 600 человек, но эти части были разбросаны по большой территории, и поэтому не представляли собой значительной военной силы. Предполагалось реорганизовать каждую роту в сапёрную роту, численность каждой из которых должна была составлять 150 человек. В сапёрной роте насчитывалось 4 офицера и унтер-офицера, а также около 100—150 аскари. В основном, сапёрная рота состояла из 2-х или 3-взводов, численность каждого из которых составляла 50 человек. Всего было сформировано 3 сапёрных батальона. Также в состав этих батальонов вошли 8 конголезских унтер-офицеров.
Впоследствии, все европейские офицеры и унтер-офицеры, служившие в Force Publique, были заменены бельгийскими и конголезскими. Численность частей Force Publique, мобилизованных в провинции Катанга, насчитывала 2875 человек, из которых было сформировано 6 рот, составившими батальон, а также рота велосипедистов и штаб батальона. Кроме того, в Боме были сформированы инженерная и артиллерийская роты. В распоряжении гарнизона крепости, насчитывавшего 200 человек, были восемь 160 мм пушек. Гарнизон практически не принимал никакого участия в военных операциях Force Publique.
В 1914 году численность войск, включая батальон, сформированный в Катанге, насчитывала 17 000 аскари и 178 бельгийских офицеров и 235 конголезских офицеров. Большинство солдат, служивших в гарнизонах крепостей, назывались poste и выполняли, в основном, полицейские функции. К началу Первой мировой войны Катангский батальон был отправлен в Северную Родезию и восточный приграничный округ Конго. Был сформирован ещё один батальон Force Publique, который первоначально именовался третьим, но вскоре его название было изменено на одиннадцатый во избежание путаницы с Катангским батальоном.
В конце концов, организационные проблемы в войсках были ликвидированы и, благодаря этому, дисциплина была повышена. На вооружении большинства аскари стояли 11 мм винтовку Альбини — Брендлина. Force Publique носили военную форму синего цвета (воротник с красной отделкой), красные феску и перевязь, однако в 1915—1917 годах на снабжение была приняла новая униформа цвета хаки. В последующие 7 лет поступление на военную службу шло добровольно.
Также на вооружении Force Publique стояли пулемёты Ма́ксима, 47-мм Норденфельда и 75-мм пушка Круппа.

### Первая мировая война

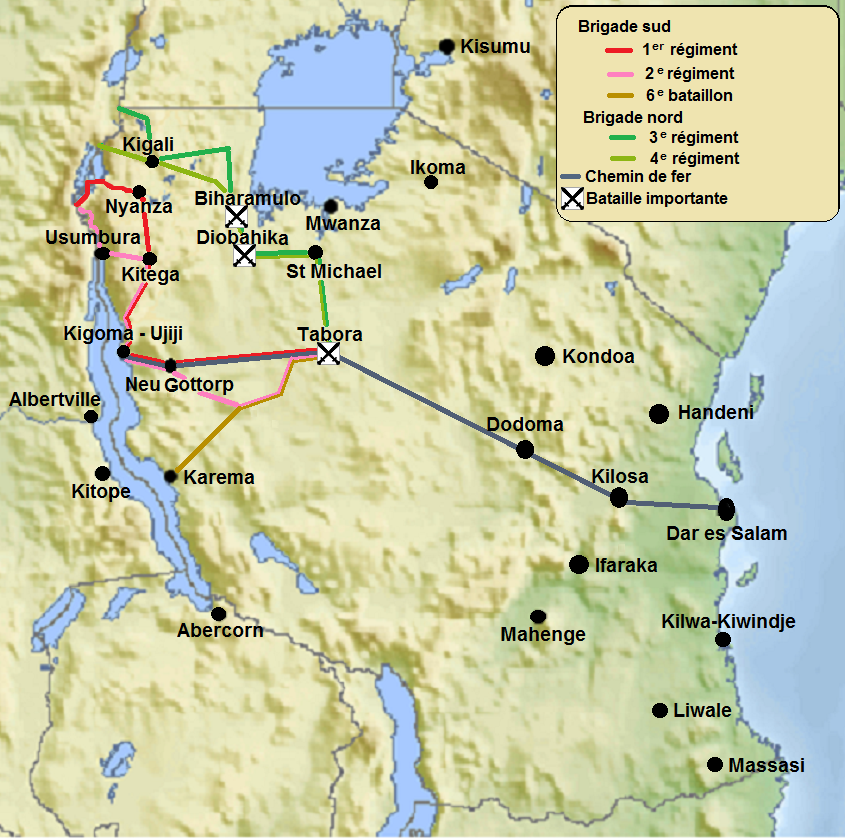
Карта военный действий Force Publique на территории Германской Восточной Африки в 1916 году.

Во время Первой мировой войны Force Publique принимали участие в военных действиях против германских колониальных войск на территории Британского Камеруна, Руанды, Бурунди и Германской Восточной Африки. В ходе боевых действий германские войска были разгромлены Force Publique, которые, в свою очередь, благодаря своим усилиям завоевали уважение не только англичан и португальцев, но и немцев. В 1916 году в Force Publique было сформировано 3 мобильных бригады, в состав которых вошли 15 батальонов, сформированных из бывших гарнизонов и полицейских формирований.
Во время Первой мировой войны войска находились под командованием Шарля Тобёра. В 1916 году он был назначен начальником военной администрации территории Германской Восточной Африки, оккупированной Force Publique.

### Вторая мировая война

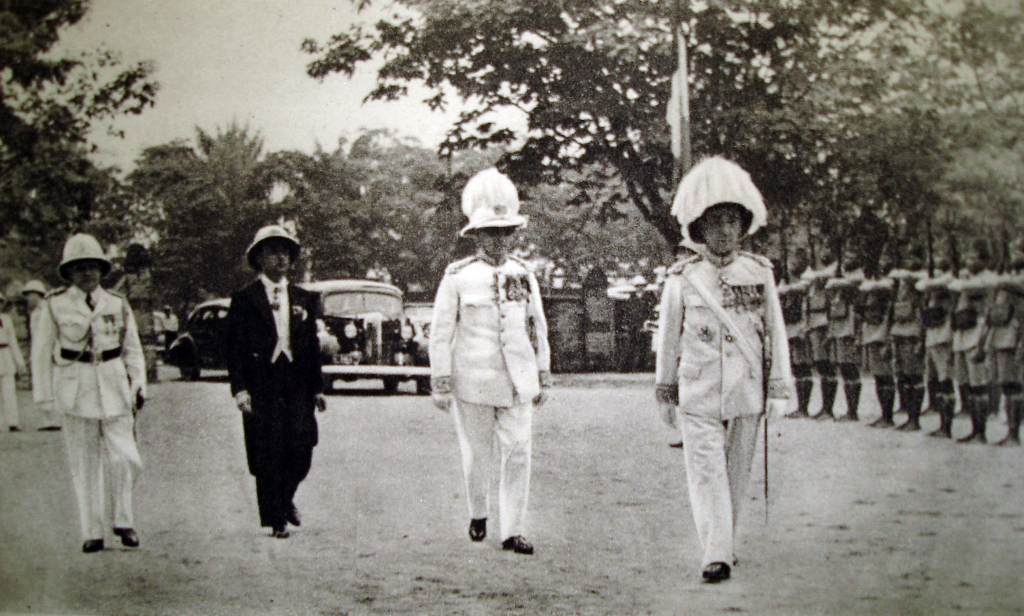
Генерал-губернатор Пьер Рикман открывает памятник королю Бельгии Альберту I в Леопольдовилле, 1938 год. На заднем плане видны Force Publique.

На протяжении всей Второй мировой войны (1939—1945) части Force Publique участвовали в боях с немцами и итальянцами в Восточной Африке и на Ближнем Востоке. 28 мая 1940 года Бельгия капитулировала перед Германией. Однако, несмотря на её капитуляцию, появились Силы Свободной Бельгии которые вошли в состав войск союзников по антигитлеровской коалиции. К 1945 году численность Force Publique возросла до 40 тысяч человек, которые были организованы в 3 бригады, морскую полицию и подразделения обеспечения.
В конце 1940 года одиннадцатый батальон Force Publique был передан в оперативное подчинение командованию Британской колониальной армии, располагавшемуся на территории Судана. В 1940—1941 годах три бригады Force Publique совместно с одиннадцатым батальоном, приняли участие в боевых действиях против итальянцев на территории Абиссинии, в ходе которых последние были разгромлены и 3 июля 1941 года капитулировали. В плен Force Publique сдались девять итальянских генералов и 150 000 человек. Force Publique же потеряли 500 человек.
Также при содействии Force Publique был открыт сухопутный маршрут Лагос—Каир. В 1942 (или в 1943 году) в Нигерию был отправлен экспедиционный корпус Force Publique, насчитывавший 13 000 человек, из которых 9 000 человек были направлены туда из Египта и Палестины. В конце 1944 года корпус вернулся в Конго, так и не пройдя там военной службы.
Также в зону боевых действий в Восточной Африке был направлен 10-й конголезский эвакуационный пункт. В 1940—1945 годах в Абиссинии, Сомали, Мадагаскаре и Бирме совместно с британскими санитарами полковника медицинской службы Томаса работало более 350 конголезских и 20 бельгийских санитаров. Наиболее самоотверженно работали санитары 11-й восточноафриканской пехотной дивизии 27-го индийского корпуса, находящегося в Бирме: после внезапной контратаки японцев, англичане стали отступать, и бельгийские санитары оказались практически на переднем крае обороны. Впоследствии, англичане стали использовать этот факт для возможности мотивации успешного выполнения получаемых приказов («даже госпиталь может лучше»).

### Последние годы
Военное министерство Force Publique понимало важное значение авиации. В конце 1940 года в войсках были сформированы первые авиационные части ВВС Force Publique. Состояли они, в основном, из реквизированных самолётов гражданской авиации. Штаб ВВС располагался в Леопольдовиле. Первым самолётом ВВС Force Publique был de Havilland Leopard Moth, введённый в эксплуатацию 9 октября 1940 года.
В последние годы существования Бельгийского Конго мобильные и территориальные войска Force Publique продолжали выполнять военные и полицейские функции. В 1944 году в 14-м Лулуабургском батальоне произошёл мятеж, который был жестоко подавлен.
Численность мобильных сил к 1945 году составляла 6 пехотных батальонов (5-й батальон, располагавшийся в Стэнвиле; 6-й батальон, располагавшийся в Ватсе, 7-й батальон, располагавшийся в Лулуабурге, 11-й батальон, располагавшийся в Румангабо, 12-й батальон, располагавшийся в Элизабетвиле, и 13-й батальон, располагавшийся в Леопольдвиле), 3 взводов разведки, частей военной полиции, одной бригады, сформированной в Тисвиле и проходившей подготовку в Камп Харди, 4 орудий береговой обороны и небольшой авиачасти.
В 1945—1960 годах продолжалось формирование частей Force Publique, за исключением полицейских. В войска призывались местные жители, причём ¼ каждой роты составляли жители определённой провинции. Железная дисциплина и отличная боевая подготовка Force Publique производили большое впечатление на туристов, посещавших Конго. Но к моменту ликвидации колониальной системы (1960 год) разобщённость в войсках усилилась и привела к ещё бо́льшей жестокости. К 1955 году использование шамбоков в Force Publique было прекращено. Бо́льшая часть конголезских офицеров Force Publique была необразованной и к моменту получения независимости в военных училищах Бельгии обучались всего лишь 20 конголезских курсантов. В 1959 году из территориальных войск была выделена жандармерия для формирования отдельных жандармских частей. К июлю 1959 года в Force Publique, в общей сложности, насчитывалось 40 рот и 28 взводов жандармов.
В 1960 году в Force Publique насчитывалось 3 военных группировки, каждая из которых находилась на территории 2 провинций государства. 1-я группировка располагалась на территории Верхней Катанге со штабом в Элизабетвиле, начальником штаб-квартиры которого являлся Луи-Франсуа Вандерстратен. 2-я группировка располагалась на территории Экваториальной провинции со штабом в Леопольдвиле. 3-я группировка располагалась на территории Киву и Восточной провинции со штабом в Стэнливиле. В её состав входили 3 пехотных батальона (численность каждого составляла из которых составляла примерно 800 человек), 2 батальона жандармерии (численность каждого составляла, в среднем, 860 человек), разведывательный батальон (батальоном использовался лёгкий бронеавтомомиль М8), а также джипы и грузовики; численность батальона составляла около 300 человек), транспортная рота, рота военной полиции, взвод тяжёлых миномётов и сапёрная рота; центр подготовки располагался в Локанду.
Дислокация войск по состоянию на июль 1960 года:
- Провинция Леопольдвиль. В Леопольдвиле дислоцированы: штаб-квартира Force Publique, штаб-квартира 2-й группировки, 13-й пехотный батальон, 15-й пехотный батальон; в Тисвиле: 4-я бригада, 2-й пехотный батальон, 3-й пехотный батальон; в Боме: 2-й разведывательный артиллерийский дивизион, штаб-квартира «обороны нижнего Конго», 3 отдельных роты жандармов, 6 отдельных взводов жандармов.
- Экваториальная провинция. В Кокийявиле дислоцированы: штаб 4-го батальона; в Иребу[фр.]: 2-й центр боевой подготовки; 3 отдельных роты жандармерии, 4 отдельных взвода жандармов. Численность личного состава Force Publique в провинции составляет 40 офицеров и унтер-офицеров, 2239 солдат.
- Восточная провинция. В Стэнливиле расположены: штаб 3-й группировки, 5-й пехотный батальон, 16-й батальон жандармерии; в Ватсе: 6-й пехотный батальон; в Гомбари: 3-й разведывательный артиллерийский дивизион; 3 отдельных роты жандармерии, 4 отдельных взвода жандармов. Численность личного состава Force Publique в провинции составляет 150 офицеров и 3456 солдат.
- Провинция Киву. В Локанду[фр.] дислоцирован 3-й центр боевой подготовки (17 офицеров и унтер-офицеров, 1194 солдата); в Румангабо: 11-й пехотный батальон; в Букаву: штаб 7-го батальона жандармов, 2 роты жандармов; 2 отдельных роты жандармов, 4 отдельных взвода жандармерии. Численность личного состава Force Publique в провинции составляет 76 офицеров и унтер-офицеров, 2870 солдат.
- Провинция Катанга. В Элизабетвиле дислоцированы: штаб-квартира 1-й группировки, 12-й пехотный батальон, 10-й батальон жандармерии, 1 рота военной полиции и часть тылового обеспечения; в Конголо: 1-й центр боевой подготовки (17 офицеров и унтер-офицеров, 1194 солдата); в Колвези: 1-й караульный батальон, батарея ПВО; в Жадовиле: 1-й разведывательный артиллерийский дивизион. Численность личного состава Force Publique в провинции составляет 142 офицера и унтер-офицера и 4438 солдат.
- Провинция Касаи. В Лулуабурге дислоцированы: 9-й батальон жандармерии и 8-й пехотный батальон.

Последними главнокомандующими Force Publique являлись:
- генерал-лейтенант П. Эрман (декабрь 1940 — август 1944)
- генерал-майор/генерал-лейтенант А. Гилье (август 1944 — 1954)
- генерал-майор Эмиль Жанссен (1954 — июль 1960)

## После получения независимости
5 июля 1960 года, через 5 дней после получения независимости Республикой Конго, гарнизон Леопольдвиля взбунтовался против колониальных войск и напал на них. Этот инцидент был вызван бестактным обращением главнокомандующего Force Publique к африканским солдатам в столовой на главной военной базе близ Леопольдвиля, в котором он заявил, что получение независимости не принесёт им никаких изменений в служебном положении и роли. Генерал-лейтенант Эмиль Жанссен заявил, что сохранение в войсках военной дисциплины в первые дни независимости может привести к катастрофическим последствиям. Начало революционных событий вызвало страх среди бельгийцев и недоверие к новому правительству, которое, как оказалось, было неспособно осуществлять управление вооружёнными силами. К примеру, белое население Лулуабурга было блокировано в импровизированных укреплениях в течение 3 дней, пока в город не был высажен бельгийский десант.
Вскоре после этих событий, Force Publique были переименованы в Конголезскую национальную армию (Armée nationale congolaise (ANC)) и европейское командование было заменено на африканское. Эти события стали поводом для начала военной интервенции Бельгии в Конго, целью которой якобы было обеспечение безопасности её гражданам. Интервенция Бельгии стала полным нарушением национального суверенитета нового государства. Указом премьер-министра Конго Патриса Лумумбы на должность начальника генерального штаба Конголезской национальной армии был назначен бывший сержант-майор Force Publique Жозеф Мобуту.

## Авиация
До получения независимости главным аэродромом ВВС Force Publique был аэропорт Н’Доло в Леопольдвиле. В задачи ВВС входили перевозка пассажиров, различных грузов, доставка лекарственных препаратов, а также внутренние рейсы и т. д. Гражданская авиация использовала следующие самолёты и вертолёты в 1940—1944 годах:
- Stampe Vertongen SV 7-4B (V-40 — 46)
- Airspeed AS.10 Oxford Mk.I AS.10 6
- Airspeed Consul AS.65 6
- 12 De Havilland Dove
- 1 De Havilland Heron 2
- 2 Sikorsky H-19 (S-41 & 42)
- 2 Sikorsky S-55 (S-43 & 44)
- 3 Aérospatiale Alouette II SE.3130 (Artouste)
- 3 Piper PA-18 Super Cub (был заказан оплатой в кредит у Бельгийских ВВС)

30 июня 1960 года, когда Конго получило независимость, началось становление авиации ДРК. 20 июля 1960 года главнокомандующий Военно-воздушными силами издал указ, согласно которому началась чистка личного состава от европейцев и ликвидация бельгийской военной авиации, которые были направлены на военную базу в Камину. 23 августа бельгийцы были перевезены в Элизабетвиль и 26 августа захвачены Государством Катанга.